# E852号線
E852号線(E852ごうせん、英: European route E852) は北マケドニアのオフリドからアルバニア国境までを結ぶ、欧州自動車道路のBクラス幹線道路。

## 経路

### 経過する主要都市
- 北マケドニア
  - E65号線 – オフリド
- アルバニア
  - マケドニア－アルバニア国境
    - SH3 リブラジュド（Librazhd）- エルバサン（Elbasan）- ティラナ (Tentative)[2]